# Luftkammerschiene
Ein Airwalker oder pneumatische Unterschenkelorthese dient im Rettungsdienst, ähnlich Vakuumschienmaterial, zur Stabilisierung gebrochener Extremitäten. Es gibt verschiedene Größen für Arme und Beine.
Die Luftkammerschiene funktioniert ähnlich einer Luftmatratze. Im Grundzustand ist sie nicht aufgeblasen und lässt sich so um die zu stabilisierende Extremität legen. Sobald sie sich in der richtigen Position befindet, wird sie aufgeblasen und durch den sich im Inneren der Schiene aufbauenden Luftdruck fest und stabil.
Offene Brüche schließen die Anwendung der Luftkammerschiene aus, solange sie noch nicht reponiert wurden, da sie Druck auf die durch die heraustretenden Knochenenden verursachte Verletzung ausübt. Wegen der Differenzen zwischen Umgebungs- und Innendruck sind sie luftgefüllt für den Lufttransport nicht geeignet.
Vorgänger der Luftkammerschiene war die Feldtransportschiene.